# Jan Lenica
Jan Lenica (Poznań, 4 de gener de 1928 - Berlín, 5 d'octubre de 2001) va ser un dibuixant i il·lustrador polonès.
Llicenciat al Departament d'Arquitectura de la Politechnika Warszawska, Lenica es va convertir en l'il·lustrador dels cartells i col·laborador de les primeres pel·lícules d'animació de Walerian Borowczyk. Del 1963 al 1986 va viure i treballar a l'Estat francès, i a partir del 1987 va fer-ho a Berlín. Va ser professor d'arts gràfiques, cartellisme i animació durant molts anys a instituts alemanys, professor de la Universitat de Kassel el 1979 i a la Universitat de les Arts de Berlín fins al 1994. Va utilitzar l'animació amb retalls en les seves nombroses pel·lícules, com a Adam 2 (1968) i Ubu et la grande gidouille (1976).

## Filmografia
- 1957 – Nagrodzone Uczucia
- 1957 – Byl Sobie Raz
- 1958 – Dom (Film)
- 1961 – Italia '61
- 1961 – Nowy Janko Muzykant
- 1963 – Labirynt (Labyrinth)
- 1965 – La Femme Fleur
- 1965 – A
- 1968 – Adam 2
- 1987 – Ubu et la Grande Gidouille
- 2001 – Wyspa R.O.